# Нікольське (Кузоватовський район)
Нікольське (рос. Никольское) — село в Кузоватовському районі Ульяновської області Російської Федерації.
Населення становить 323 особи. Входить до складу муніципального утворення Єделевське сільське поселення.

## Історія
Від 2004 року входить до складу муніципального утворення Єделевське сільське поселення.

## Населення
| 2010 |
| ---- |
| 323  |